# 中国人民解放军陆军青铜峡合同战术训练基地
中国人民解放军陆军青铜峡合同战术训练基地，位于宁夏回族自治区吴忠市青铜峡市五大台，是隶属中国人民解放军西部战区陆军的训练基地。

## 沿革
青铜峡训练基地是20世纪末至21世纪初中国人民解放军组建的合同战术训练基地之一，起初隶属济南军区。
青铜峡训练基地自组建之后，经常用于举办跨区演习。例如2009年，由沈阳军区、兰州军区、济南军区、广州军区参加的“跨越―2009”演习在沈阳军区洮南训练基地、兰州军区青铜峡训练基地、济南军区确山训练基地、广州军区鹿寨训练基地展开，这是中国人民解放军自建军以来举行的第一次大规模跨区实兵检验性演习。2015年，青铜峡训练基地举办“火力—2015·青铜峡”陆军炮兵部队跨区基地化系列演习。2016年又举办了“火力-2016青铜峡”陆军炮兵旅跨区基地化实兵实弹演习。
青铜峡训练基地还在对外交流中发挥作用。例如2015年，中巴“友谊—2015”反恐联合训练在青铜峡训练基地举行。
青铜峡训练基地自组建后，投资1200多万元人民币，在营区四周植树90多万株，面积2700多亩。此外还参与地方组织的植树活动，植树60多万株，面积7000多亩。基地还主动承担了治理黄河的任务。2011年10月13日，第五届“母亲河奖”颁奖仪式在北京的人民大会堂举行，青铜峡训练基地成为唯一获保护母亲河行动特别贡献奖的单位。
2016年，在深化国防和军队改革中，青铜峡训练基地由中国人民解放军兰州军区转隶中国人民解放军西部战区陆军。

## 历任领导
| 司令员 | 政治委员 |